# Bungee rocket
El vertical bungee rocket es una atracción de feria en la cual los participantes, (normalmente dos, aunque también puede subir sólo uno) son catapultados a gran velocidad y altura al vacío, mientras se encuentran sentados y sujetos dentro de un pequeño compartimiento totalmente abierto y sujeto a dos cables de acero.

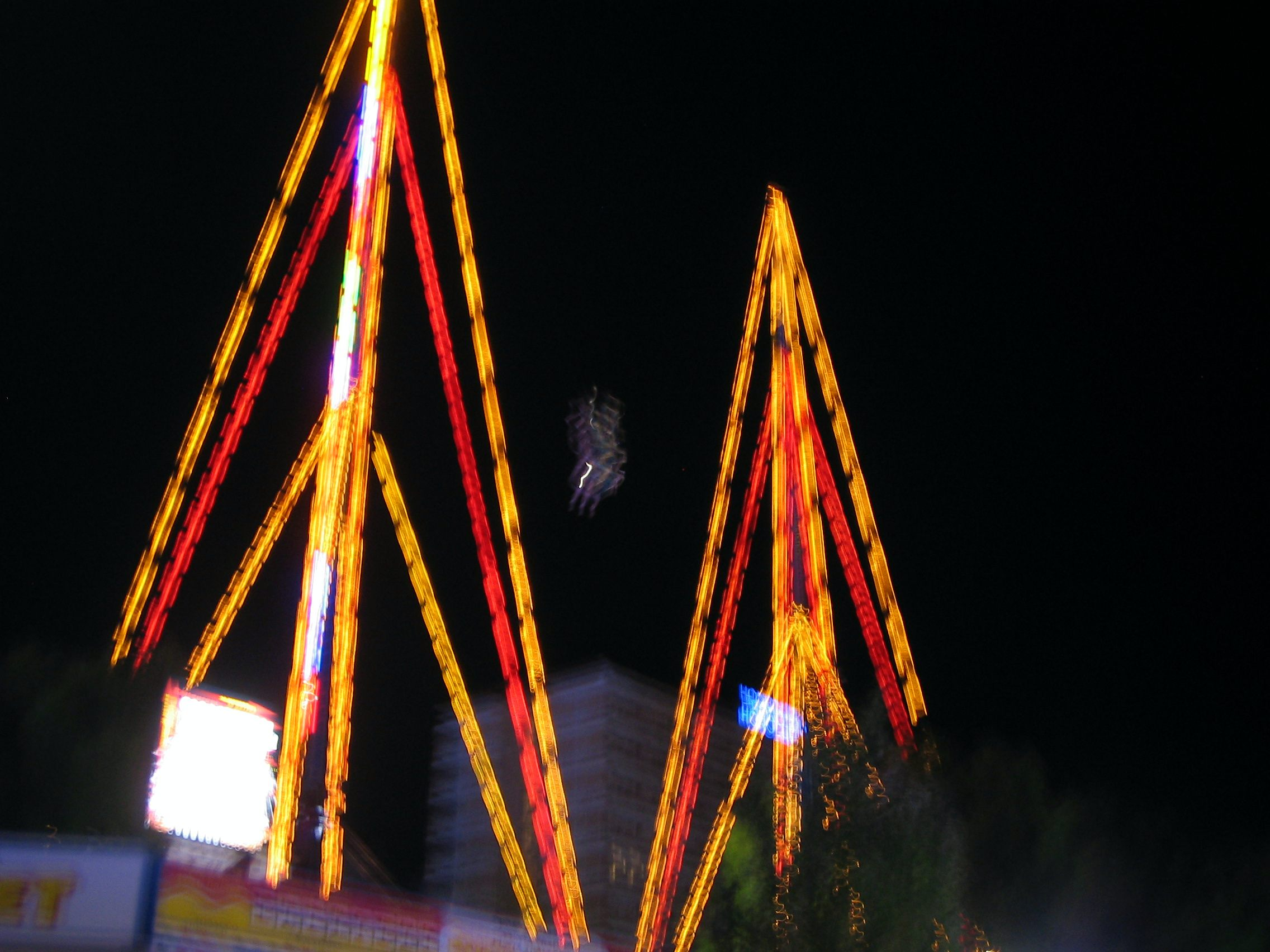
El tirachinas de Punta Ballena, en Magalluf (Mallorca).

Una vez los ocupantes han sido asegurados a los asientos, el armazón es atrapado por un potente imán situado en el suelo. Mientras tanto, un motor tensa los cables, momento en que el imán es  desactivado, desprendiendo a la china junto a sus ocupantes y lanzándolos verticalmente a toda velocidad.
Su aspecto es similar al de un tirachinas, pero disparando verticalmente. Cuando se lanza, sus ocupantes experimentan una velocidad de 100 a 160 km por hora. En algunas ocasiones, sus gritos son oídos a kilómetros de distancia. La carcasa de la china, suele contener una cámara de vídeo incorporada que graba a los ocupantes durante el «viaje», de modo que posteriormente puedan adquirir la filmación de la experiencia si lo desean.